# Espanha nos Jogos Olímpicos de Inverno da Juventude de 2012
A Espanha competiu nos Jogos Olímpicos de Inverno da Juventude de 2012, realizados em Innsbruck, Áustria.